# Lavomatique

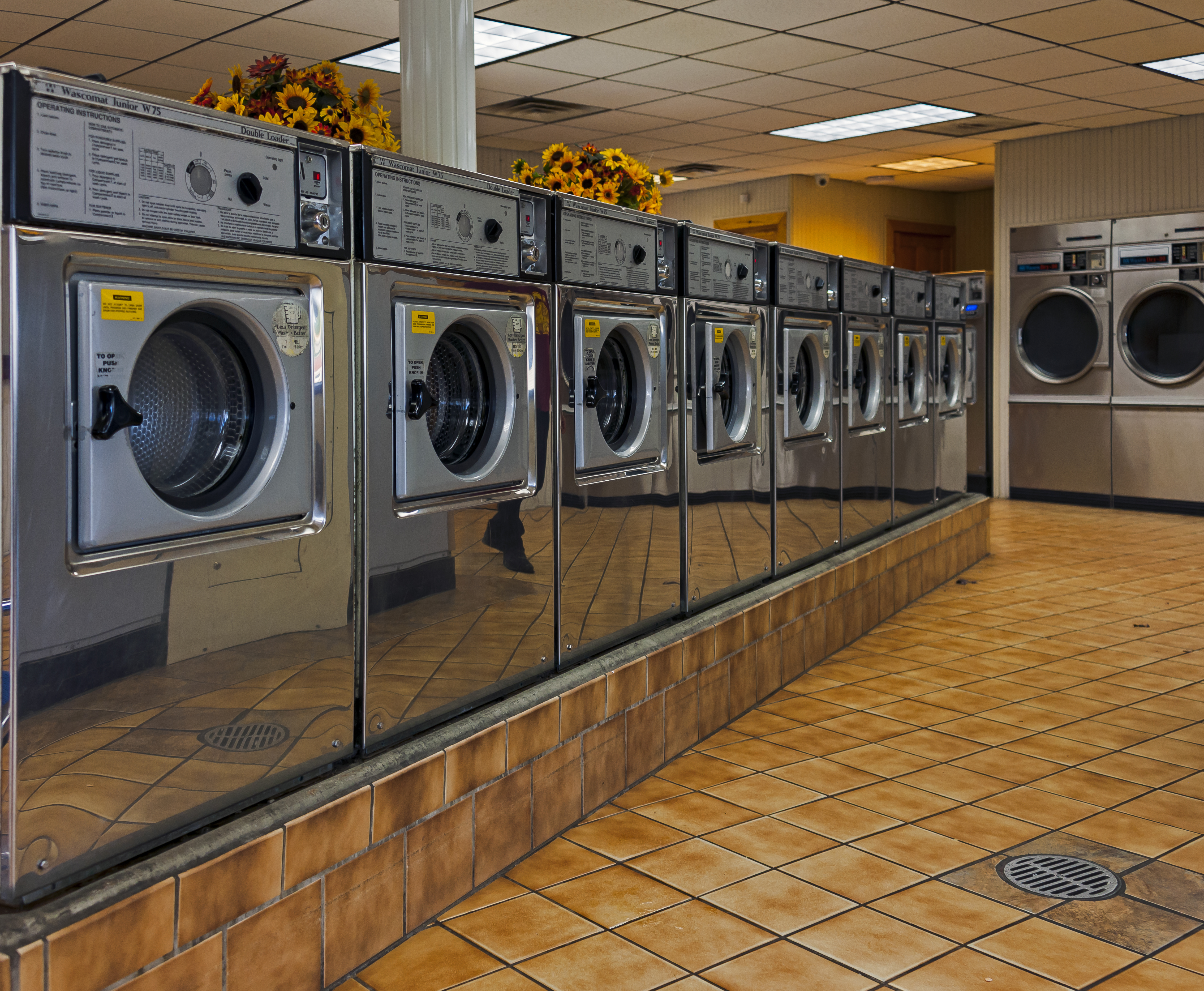
Rangée de lave-linges qu'on aperçoit généralement dans un lavomatique.

Un lavomatique, ou une laverie automatique, est un établissement où les vêtements sont lavés et séchés sans aide professionnelle personnalisée.
La clientèle des lavomatiques est composée de personnes ne disposant pas de lave-linge à domicile, notamment les étudiants. Un lavomatique propose plusieurs machines à laver, selon les attentes de la clientèle en termes de quantité ou de qualité du linge.

## Par pays

### Allemagne
Alors que le nombre de laveries automatiques traditionnelles est en baisse et que la demande n'est suffisante que dans les grandes villes, une autre tendance se dessine. Les services de blanchisserie en ligne sont de plus en plus populaires. Le nombre croissant de ménages de personnes seules et la forte croissance démographique dans des villes en Allemagne comme Francfort, Hambourg ou Munich pourraient jouer un rôle à cet égard,. Ces services de blanchisserie en ligne permettent de commander le nettoyage du linge par Internet. Les offres se distinguent par la manière dont le linge est collecté et livré. Par exemple, le linge peut être envoyé par colis postal, et le linge propre est ensuite renvoyé sous forme de colis. En revanche, d'autres offres prévoient de faire enlever le linge à domicile, de le laver, de l'étendre ou de le repasser, et de le faire livrer trois jours ouvrables plus tard. Ces services apparaissent dans la tendance de ce que l'on appelle l'économie à la demande, où des fournisseurs en ligne spécialisés livrent par exemple des aliments à la demande, nettoient l'appartement et le linge ou proposent un service de transport.

### États-Unis

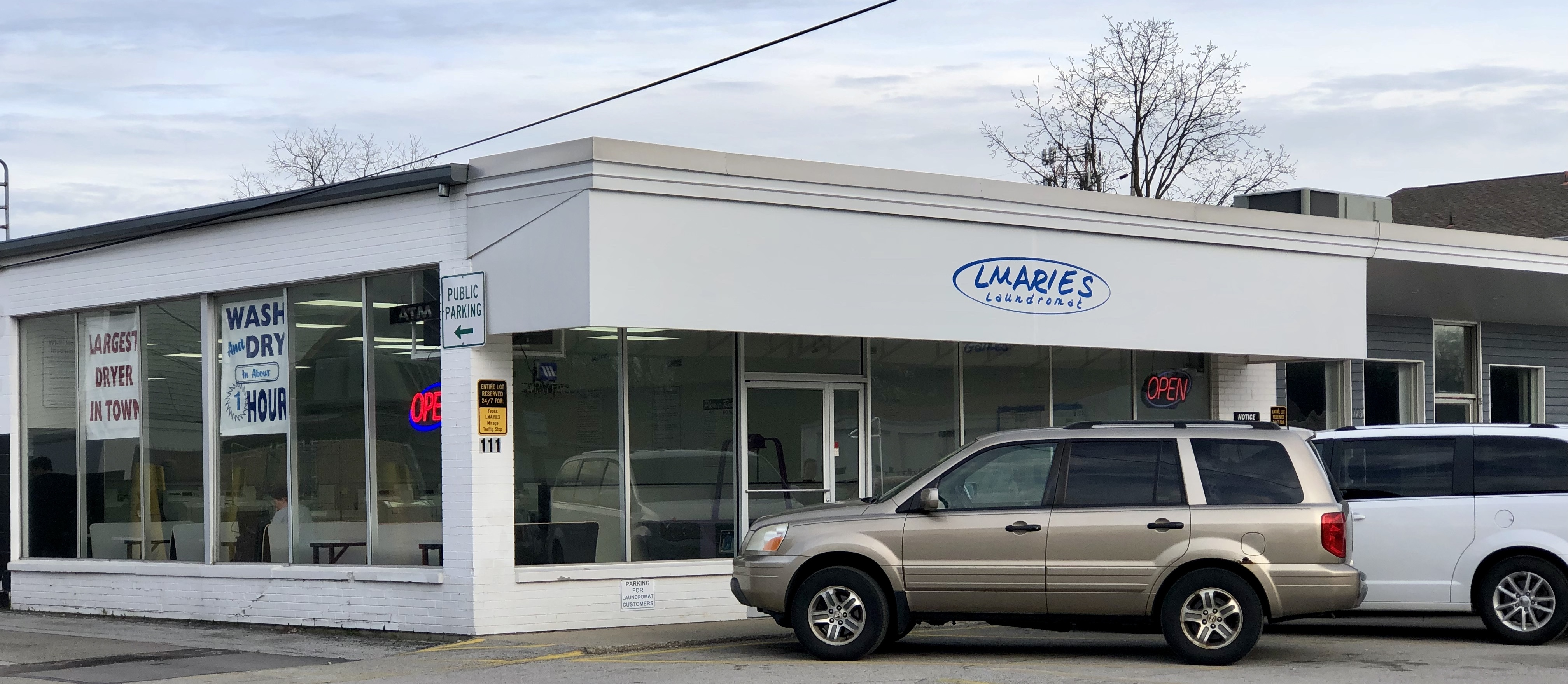
Lavomatique en Ohio.

Aux États-Unis, les laveries en libre-service sont le plus souvent appelées laundromats. Le terme laundromat est la marque générique de la Westinghouse Electric Corporation, devenue White Consolidated Industries, et est créé par son employé, George Edward Pendray,. Washateria est un autre nom pour la laverie, mais il n'est pas couramment utilisé en dehors du Texas. Le terme provient de la première laverie automatique des États-Unis, connue sous le nom de washateria et ouverte le 18 avril 1934 à Fort Worth, au Texas, par C.A. Tannahill. Bien que les machines à laver à vapeur aient été inventées au XIXe siècle, leur coût les rendait inaccessibles à de nombreuses personnes. Cantrell et d'autres ont commencé à louer leurs machines pour une courte durée. La plupart des laveries automatiques aux États-Unis sont entièrement automatisées, fonctionnent avec des pièces de monnaie et n'ont généralement pas de personnel, beaucoup fonctionnant 24 heures sur 24. L'invention de la machine à laver à pièces est attribuée à Harry Greenwald de New York, qui a créé Greenwald Industries en 1957 ; la société est publiée les appareils tout au long du XXe siècle,,. Si les laveries automatiques à pièces sont très courantes, certaines acceptent les cartes de crédit ou disposent de leur propre système de cartes.
Le bureau du recensement des États-Unis estime qu'il existe 11 000 laveries de ce type aux États-Unis, employant 39 000 personnes et générant plus de 3,4 milliards de dollars par an.

### Pays-Bas
Les premières laveries industrielles ont été créées avant la Seconde Guerre mondiale aux États-Unis (1934), à une époque où les lave-linge existaient mais n'étaient pas à la portée de tout le monde. À Amsterdam, aux  Pays-Bas, cependant, il y avait déjà deux lavoirs publics à cette époque, suivant les exemples étrangers du XIXe siècle. Dans les années 1950, il existait des laveries automatiques aux Pays-Bas sous des noms tels que Was-O-Matic et Launderette,, mais elles n'étaient pas entièrement en libre-service. Dans les années 1960, le mot « laverie » (néerlandais : wasserette) est apparu, d'abord comme marque de la N.V. Wasserette. La première laverie du nord des Pays-Bas a été ouverte en 1962 dans le quartier De Wijert de la ville de Groningue. 

## Filmographie
- My Beautiful Laundrette, film sorti en 1985.